# Île d'Andoni
L'île d'Andoni (en anglais Andoni Island) est une île du Nigeria située dans la partie orientale du delta du Niger.

## Géographie
L'Île d'Andoni est située à la frange orientale du delta du Niger, dans l'État de Rivers. C'est une île-barrière pittoresque soigneusement conçue par la nature sous la forme d'un requin. L'île mesure environ 124 km2. Les précipitations dans la partie forestière peuvent aller jusqu'à 4 000 mm (+/-200) annuellement,.
Elle est considérée comme l'île ayant la faune et la flore la plus endémique des îles du Nigeria. L'île d'Andoni, est peut-être la seule île du Nigeria où l'on trouve des éléphants dont l'éléphant de forêt d'Afrique (Loxodonta cyclotis) en voie de disparition et dont la population ilienne qui était estimée à environ 30 individus ne serait en fait que de 12 individus au maximum,,. On y trouve aussi l'hippopotame pygmée, l'hippopotame commun, des léopards et de nombreux autres mammifères,. Elle est également un lieu de nidification pour différentes espèces de tortues marines,,. Outre l'île d'Andoni, il existe de nombreuses autres îles dans la zone de gouvernement local d'Andoni de l'État de Rivers. De plus, les espèces de dauphins migrateurs visitent généralement les côtes atlantiques de l'île pendant l'été.
Au niveau géologique,  elle est riche en pétrole et gaz,,.